# Monte Sarmiento
Monte Sarmiento är ett berg i Chile.   Det ligger i provinsen Provincia de Tierra del Fuego och regionen Región de Magallanes y de la Antártica Chilena, i den södra delen av landet, 2 300 km söder om huvudstaden Santiago de Chile. Toppen på Monte Sarmiento är 2 246 meter över havet.
Terrängen runt Monte Sarmiento är bergig österut, men västerut är den kuperad. Monte Sarmiento är den högsta punkten i trakten. Trakten runt Monte Sarmiento är nära nog obefolkad, med mindre än två invånare per kvadratkilometer.. Det finns inga samhällen i närheten. 
Trakten runt Monte Sarmiento består i huvudsak av gräsmarker.